# محمد صالح شملان
محمد صالح شملان (و. 1962 - ) سياسي وعسكري يمني من مواليد محافظة صنعاء، عُين محافظاً لمحافظة الحديدة في عام 2000، ومن ثم محافظاً لمحافظة أبين في 2007،  وفي 2008 عُين وزيراً للثروة السمكية،  وفي 8 يونيو 2014 عُين محافظاً لمحافظة عمران.

## المؤهلات العلمية
1. ليسانس شريعة وقانون من جامعة صنعاء في العام 1984
2. بكالوريوس من كلية الشرطة في العام 1984
3. دبلوم دراسات عليا في الإدارة المحلية في العام 1985[5]

## المناصب التي تولاها
1. مدير عام مديرية بني مطر محافظة صنعاء في العام 1986
2. مدير مديرية رازح محافظة صعده في العام 1987
3. مديرية مديرية جبلة محافظة إب في العام 1994
4. مدير أمن محافظة شبوة .
5. وكيل محافظة الحديدة في العام 1997
6. محافظ محافظة الحديدة في العام 2000.[1]
7. محافظا لمحافظة أبين 2007 م.[2]
8. وزيراً للثروة السمكية 2008م.[3]
9. في 8 يونيو 2014م صدر قرار جهوري بتعينه محافظ لمحافظة عمران.[6]